# Короткопалая пищуха
Короткопалая пищуха, или садовая пищуха (Certhia brachydactyla), — вид певчих птиц семейства пищуховых.

## Описание
Короткопалая пищуха настолько похожа на свою родственницу, обыкновенную пищуху, что их едва ли можно отличить друг от друга. Она достигает величины 12 см и весит около 11 г. Её острый клюв выгнут вниз и достигает длины 12 мм. Нижняя сторона тела белая, верхняя сторона по окраске напоминает древесную кору, от глаз идёт назад светлая полоска. Самцы и самки окрашены одинаково. Относительно длинный хвост служит для опоры, а также для управления в полёте. Звук, издаваемый короткопалой пищухой, звучит примерно как «тих-тих».

## Распространение
В отличие от своего близкого сородича, короткопалая пищуха предпочитает лиственные леса, парки и сады с фруктоносными деревьями. Её ареал простирается на протяжении всего года от Европы до Северной Африки.

## Питание
Короткопалая пищуха передвигается по стволу дерева резкими прыжками по спиральному пути и обыскивает кору своим специализированным клювом на наличие насекомых или пауков.

## Размножение

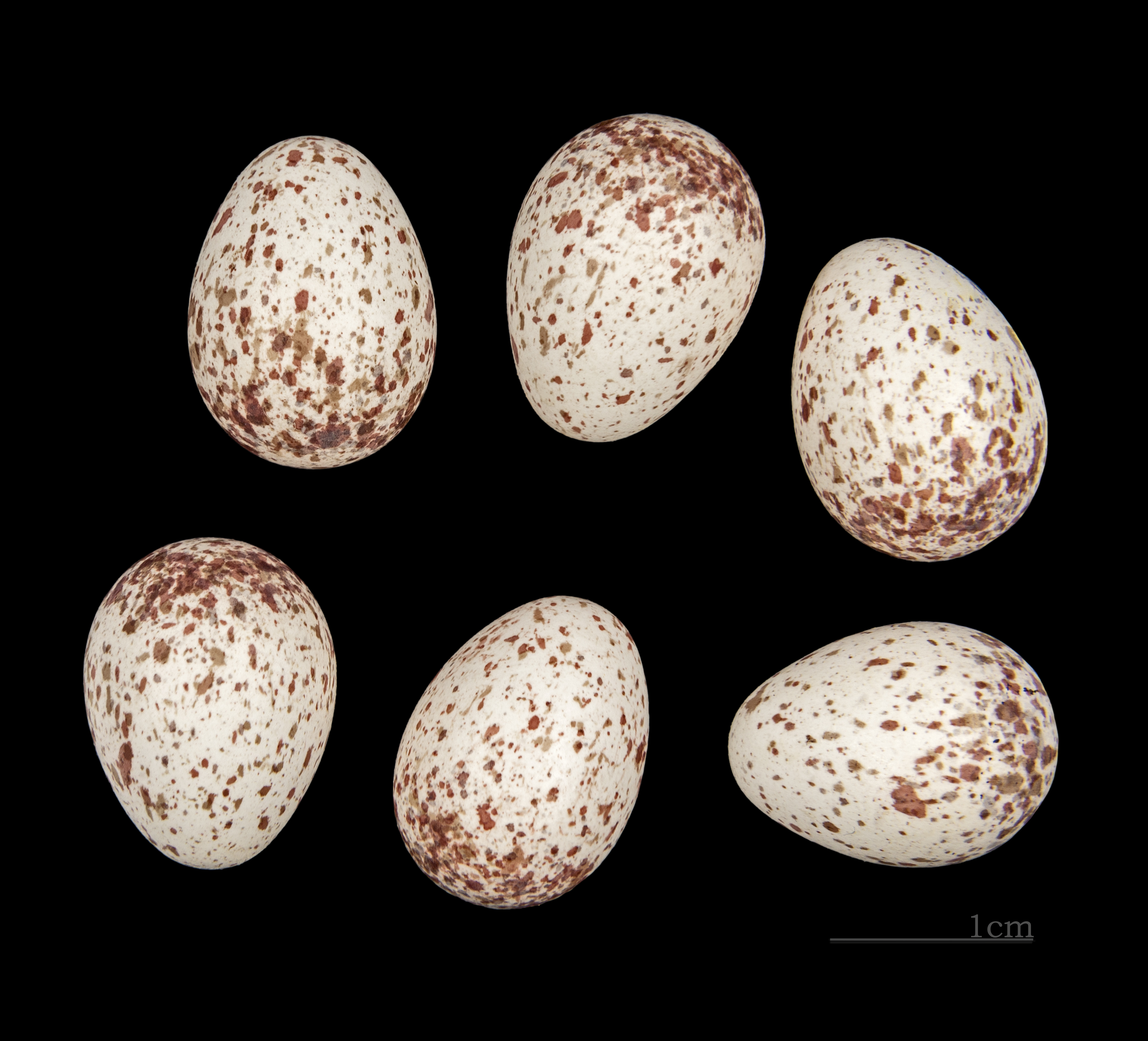

Половая зрелость достигается в возрасте одного года. Период насиживания длится от марта до июля. Гнездо строится в дуплах и расщелинах коры из мелких веточек, травинок, мха, волос животных и перьев. Самка откладывает по 5—7 яиц и насиживает их на протяжении двух недель, пока не вылупятся птенцы. Ещё две недели спустя птенцы покидают родительское гнездо.

## Подвиды
По данным базы Международного союза орнитологов в составе вида Certhia brachydactyla выделяют 5 подвидов:
- C. b. megarhynchos Brehm, CL, 1831. Западная Европа от Португалии до северо-запада Испании, запада Франции и запада Германии;
- C. b. brachydactyla Brehm, CL, 1820. Южная, центральная и юговосточная Европа от юго-востока Испании до Турции;
- C. b. mauritanica Witherby, 1905. Северо-запад Африки;
- C. b. dorotheae Hartert, EJO, 1904. Юг Греции, Крит и Кипр;
- C. b. rossocaucasica Stepanyan, 2000. Северо-запад Кавказа.